# Kasthällan
Kasthällan  is een Zweedse zandbank behorend tot de Lule-archipel. Het ligt ten zuiden van Storbrändön. Het heeft geen oeververbinding en is onbebouwd.